# Quinquagesima
Quinquagesima o quincuagésima es uno de los nombres utilizados en la iglesia occidental para hacer referencia al domingo anterior al Miércoles de Ceniza en el año litúrgico. También se denomina domingo de quinquagesima, quinquagesimae, estomihi, domingo de carnaval o domingo antes de Cuaresma.

## Etimología
El término "quinquagesima" viene del latín quinquagesimus (quincuagésimo). Con ello se hace referencia a los cincuenta días antes del día de Pascua empleando un sistema de conteo inclusivo contando ambos domingos (un conteo normal sólo incluiría uno de ellos). Dado que los cuarenta días de ayuno cuaresmal no incluyen domingos, el primer día de la Cuaresma o también llamado Miércoles de Ceniza, suceden al domingo de quincuagésima sólo tres días. 
El nombre "estomihi" deriva del principio del introito para el domingo: «Esto mihi in Deum protectorem, et in locum refugii, ut salvum me facias» (Salmos 31:3).

## Gráficamente
|    |    |                     |    |    |    | Domingo de quincuagésima (50 días) |
| 49 | 48 | Miércoles de Ceniza | 46 | 45 | 44 | I Domingo de Cuaresma              |
| 42 | 41 | 40                  | 39 | 38 | 37 | II Domingo de Cuaresma             |
| 35 | 34 | 33                  | 32 | 31 | 30 | III Domingo de Cuaresma            |
| 28 | 27 | 26                  | 25 | 24 | 23 | IV Domingo de Cuaresma             |
| 21 | 20 | 19                  | 18 | 17 | 16 | V Domingo de Cuaresma              |
| 14 | 13 | 12                  | 11 | 10 | 9  | Domingo de Ramos                   |
| 7  | 6  | 5                   | 4  | 3  | 2  | Pascua de Resurrección (Día 1)     |

## Fechas
El domingo de quincuagésima puede tener lugar como pronto 1 de febrero y como tarde el 7 de marzo.

## Práctica religiosa

### Iglesia católica
En la Iglesia católica, los términos de este domingo (y los dos inmediatamente anteriores a este- Sexagésima y Septuagésima) fueron eliminados en las reformas posteriores al Concilio Vaticano II, y estos domingos forman parte del tiempo ordinario. Los libros de servicios contemporáneos de muchas provincias anglicanas no utilizan el término, pero permanece en el Libro de Oración Común. 
Conforme al calendario reformado del rito romano de la iglesia católica, este domingo se conoce ahora por su número dentro del tiempo ordinario — cuarto a noveno, dependiendo de la fecha de Pascua. La forma más antigua del rito romano, con sus referencias al domingo de quincuagésima, así como a sexagésima y septuagésima, se sigue observando en algunas comunidades.
En los leccionarios tradicionales el domingo se centra en Lucas 18:31-34, «Jesús tomó aparte a los doce y dijo: "He aquí, subimos a Jerusalem, y se cumplirá todo lo escrito por los profetas acerca del Hijo del Hombre." Los discípulos, sin embargo, nada de esto comprendieron». El pasaje presagia los temas de la Cuaresma y Semana Santa.

### Iglesia luterana
En el luteranismo el pasaje Lucas 18:31-43 se combina con  1 Corintios 13:1-13 (Elogio del amor de Pablo).
Entre los compositores que escribieron cantatas para el Domingo de Estomihi se encuentran:
- Johann Sebastian Bach: BWV 22, 23, 127 y 159.
- Christoph Graupner: 25 cantatas GWV 1119.
- Georg Philipp Telemann: 21 cantatas existentes, incluyendo TWV 1:1258 (Harmonischer Gottes-Dienst').[2]

En países luteranos como Dinamarca se celebra el domingo de la Quincuagésima como punto álgido del Fastelavn. Después de asistir a la Misa del Domingo de Carnaval, los asistentes disfrutan de los bollos de Carnaval (fastelavnsboller), "bollos dulces redondos que se cubren con glaseado y se rellenan con crema y/o mermelada". Los niños suelen disfrazarse y recoger dinero de la gente mientras cantan. También practican la tradición de golpear un barril, que representa la lucha contra satanás y después de hacerlo, los niños disfrutan de los dulces que hay dentro del barril. Los cristianos luteranos de estas naciones llevan varas de Carnaval (fastelavnsris), que son "ramas decoradas con caramelos, pequeños regalos, etc., que se utilizan para decorar el hogar o regalar a los niños."

### Iglesia anglicana
Este domingo tiene distintos nombres en los dos diferentes calendarios usados en la Iglesia de Inglaterra: en el calendario del Libro de Oración Común (1662) se conoce como Quinquagesima, mientras que en el de Common Worship (2000) se conoce como el Domingo antes de Cuaresma. En este último calendario forma parte del tiempo ordinario que hay entre las fiestas de la presentación de Cristo en el templo (el final del periodo de la Epifanía) y el Miércoles de Ceniza.

### Leccionario común revisado
En el Leccionario común revisado el domingo antes de Cuaresma se denomina "domingo de transfiguración", y la lectura del evangelio es la historia de la transfiguración de Jesús de Mateo, Marcos y Lucas. Algunas iglesias cuyos leccionarios derivan del Leccionario común revisado, como la iglesia de Inglaterra, hacen uso de estas lecturas pero no emplean la denominación "domingo de transfiguración".

### Iglesia ortodoxa oriental
En la iglesia ortodoxa oriental, su equivalente, el domingo antes de la Gran Cuaresma, es llamado "Domingo del perdón" (Proschiónoe voskresenie), "Domingo de Máslenitsa", o "Domingo del queso". El último nombre viene de que este domingo concluye la Máslenitsa, la semana en la que la mantequilla y el queso puede comerse, y que estarán prohibidos durante la Gran Cuaresma. El primer nombre deriva del hecho de que este domingo va seguido de unas vísperas especiales llamadas "Vísperas del perdón" con las que se inicia la Gran Cuaresma.